# Impasse de la Santé
Impasse de la Santé är en återvändsgata i Quartier Croulebarbe i Paris trettonde arrondissement. Gatan är uppkallad efter sjukhuset Hôpital Sainte-Anne (jämför santé, franska för "hälsa"), grundat av Anna av Österrike år 1651. Impasse de la Santé börjar vid Rue de la Santé 17.

## Bilder
| - Val-de-Grâce. - Sainte-Rosalie. |

## Omgivningar
- Val-de-Grâce
- Sainte-Rosalie
- Rue Saint-Jacques

## Kommunikationer
- Tunnelbana – linje  – Saint-Jacques
- Tunnelbana – linje  – Les Gobelins
- Busshållplats Arago – Santé – Paris bussnät
- Busshållplats Port Royal – Berthollet – Paris bussnät

### Webbkällor
- ”Impasse de la Santé”. Mairie de Paris. https://web.archive.org/web/20160303195227/http://www.v2asp.paris.fr/commun/v2asp/v2/nomenclature_voies/Voieactu/8450.nom.htm. Läst 14 oktober 2023.
- ”Impasse de la Santé (13ème arrondissement)”. Les rues de Paris. https://web.archive.org/web/20190927005718/http://www.parisrues.com/rues13/paris-13-impasse-de-la-sante.html. Läst 14 oktober 2023.